# Ararangua
Araranguá er en kommune i den sydlige delstat Santa Catarina, i Brasilien. Blandt indbyggerne kaldes kommunen araranguaense.
28°56′06″S 49°29′09″V / 28.935°S 49.4858°V